# Liga de Voleibol Superior Femenino 2020
La Liga de Voleibol Superior Femenino 2020 si è svolta dal 12 febbraio al 10 marzo 2020: al torneo hanno partecipato 7 franchigie portoricane e la vittoria finale non è stata assegnata ad alcuna squadra a seguito dell'interruzione del campionato a causa della pandemia di Covid-19.

## Regolamento
Le squadre avrebbero dovuto disputare un girone all'italiana, sfidando ogni avversaria quattro volte, per un totale di ventiquattro incontri; al termine della regular season:
- Le prime sei classificate avrebbero dovuto accedere ai play-off scudetto, strutturati in quarti di finale, con due gironi all'italiana con gare di andata e ritorno, semifinali e finale al meglio delle sette gare, con incroci basati sul piazzamento in stagione regolare col metodo della serpentina.

A seguito del diffondersi a Porto Rico della pandemia di COVID-19, dopo il rinvio dei tre incontri di regular season in calendario il 12 marzo 2020, due giorni dopo, 14 marzo, la FPV ha sospeso il torneo fino al 31 dello stesso mese. Il 27 marzo la LVSF ha reso noto di valutare la disponibilità di tecnici, staff, atlete e franchigie per un possibile prosieguo del torneo, nell'eventualità non vi fossero rischi per gli stessi, da cui è emersa la volontà di portare a termine il campionato. Il 10 maggio si è svolta una nuova riunione per valutare le possibili idee per la ripresa del campionato, seguita, quattro giorni dopo, dalla pubblicazione di un protocollo di sicurezza, redatto in collaborazione con la FPV e il COPUR; tuttavia, il 20 giugno, una nuova riunione tra i vertici della LVSF ha decretato la cancellazione del campionato, senza assegnazione dello scudetto.

### Criteri di classifica
Se il risultato finale è stato di 3-0 o 3-1 sono stati assegnati 3 punti alla squadra vincente e 0 a quella sconfitta, se il risultato finale è stato di 3-2 sono stati assegnati 2 punti alla squadra vincente e 1 a quella sconfitta.
L'ordine del posizionamento in classifica è stato definito in base a:
- Punti;
- Numero di partite vinte;
- Ratio dei set vinti/persi;
- Ratio dei punti realizzati/subiti.

## Squadre partecipanti
La campionato di Liga de Voleibol Superior Femenino 2020 partecipano 7 franchigie: tra queste le Pinkin de Corozal sono state rifondate dopo un'espansione della lega, tornando in attività dopo sette anni; le Polluelas de Aibonito hanno chiesto una dispensa per non iscriversi, dopo la mancata vendita dei diritti di partecipazione alla città di Guaynabo per ridare vita alle Mets de Guaynabo; le Orientales de Humacao hanno invece chiesto una dispensa speciale per poter saltare nuovamente la stagione.
| Club                      | Stagione | Città         | Impianto                         | Stagione precedente                            |
| ------------------------- | -------- | ------------- | -------------------------------- | ---------------------------------------------- |
| Amazonas de Trujillo Alto | dettagli | Trujillo Alto | Coliseo Rubén Zayas Montañez     | 4ª in LVSF; quarti di finale play-off scudetto |
| Changas de Naranjito      | dettagli | Naranjito     | Coliseo Gelito Ortega            | 1ª in LVSF; finale play-off scudetto           |
| Criollas de Caguas        | dettagli | Caguas        | Coliseo Roger L. Mendoza         | 2ª in LVSF; Campionesse di Porto Rico          |
| Indias de Mayagüez        | dettagli | Mayagüez      | Palacio de Recreación y Deportes | 3ª in LVSF; semifinali play-off scudetto       |
| Llaneras de Toa Baja      | dettagli | Toa Baja      | Coliseo Antonio R. Barceló       | 5ª in LVSF; semifinali play-off scudetto       |
| Pinkin de Corozal         | dettagli | Corozal       | Coliseo Carmen Zoraida Figueroa  | -                                              |
| Valencianas de Juncos     | dettagli | Juncos        | Coliseo Rafael Amalbert          | 6ª in LVSF; quarti di finale play-off scudetto |

## Torneo

### Regular season

#### Risultati
| Risultati Regular season |                           |     |                                   |
|                          |                           |     |                                   |
| 12-02                    | Juncos - Caguas           | 2-3 | 26-24, 25-22, 16-25, 23-25, 14-16 |
| 12-02                    | Corozal - Mayagüez        | 0-3 | 19-25, 14-25, 15-25               |
| 13-02                    | Toa Baja - Caguas         | 3-1 | 15-25, 25-13, 25-19, 25-15        |
| 14-02                    | Corozal - Naranjito       | 0-3 | 15-25, 17-25, 22-25               |
| 15-02                    | Toa Baja - Juncos         | 0-3 | 21-25, 20-25, 19-25               |
| 15-02                    | Caguas - Mayagüez         | 3-1 | 25-19, 25-12, 22-25, 25-23        |
| 15-02                    | Trujillo Alto - Corozal   | 0-3 | 0-25, 0-25, 0-25                  |
| 16-02                    | Naranjito - Toa Baja      | 3-0 | 26-24, 27-25, 25-16               |
| 16-02                    | Juncos - Trujillo Alto    | 2-3 | 25-22, 27-25, 21-25, 22-25, 16-18 |
| 18-02                    | Mayagüez - Toa Baja       | 3-1 | 25-20, 18-25, 28-26, 25-23        |
| 18-02                    | Caguas - Corozal          | 3-0 | 25-19, 25-19, 25-22               |
| 18-02                    | Juncos - Naranjito        | 3-2 | 11-25, 14-25, 25-23, 25-16, 15-13 |
| 20-02                    | Corozal - Toa Baja        | 0-3 | 27-29, 16-25, 13-25               |
| 20-02                    | Caguas - Naranjito        | 3-2 | 25-20, 25-15, 24-26, 26-28, 15-8  |
| 21-02                    | Naranjito - Trujillo Alto | 2-3 | 25-23, 25-23, 24-26, 24-26, 13-15 |
| 22-02                    | Juncos - Corozal          | 2-3 | 25-23, 25-18, 17-25, 22-25, 15-17 |
| 23-02                    | Naranjito - Mayagüez      | 3-0 | 30-28, 25-19, 25-19               |
| 23-02                    | Trujillo Alto - Caguas    | -   | annullata                         |
| 24-02                    | Naranjito - Juncos        | 3-0 | 25-19, 25-11, 25-14               |
| 25-02                    | Toa Baja - Mayagüez       | 3-2 | 22-25, 22-25, 25-15, 25-22, 16-14 |
| 26-02                    | Caguas - Juncos           | 3-1 | 25-17, 25-18, 18-25, 25-19        |
| 26-02                    | Trujillo Alto - Naranjito | 1-3 | 8-25, 25-17, 18-25, 20-25         |
| 27-02                    | Corozal - Mayagüez        | 0-3 | 13-25, 17-25, 19-25               |
| 28-02                    | Caguas - Mayagüez         | 3-1 | 25-22, 27-29, 25-16, 25-21        |
| 28-02                    | Toa Baja - Naranjito      | 2-3 | 27-25, 20-25, 16-25, 25-23, 13-15 |
| 01-03                    | Caguas - Toa Baja         | 3-2 | 22-25, 21-25, 25-15, 25-17, 19-17 |
| 01-03                    | Trujillo Alto - Mayagüez  | 3-0 | 26-24, 25-23, 25-23               |
| 02-03                    | Corozal - Juncos          | 3-2 | 25-18, 22-25, 25-23, 9-25, 15-11  |
| 02-03                    | Naranjito - Toa Baja      | 1-3 | 23-25, 32-34, 25-19, 25-27        |
| 03-03                    | Trujillo Alto - Toa Baja  | 3-2 | 17-25, 25-23, 25-20, 17-25, 15-11 |
| 03-03                    | Mayagüez - Caguas         | 3-2 | 25-19, 15-25, 25-20, 10-25, 15-13 |
| 05-03                    | Mayagüez - Juncos         | 3-0 | 25-17, 25-23, 25-23               |
| 07-03                    | Mayagüez - Naranjito      | 1-3 | 21-25, 25-19, 21-25, 17-25        |
| 07-03                    | Caguas - Trujillo Alto    | 3-0 | 25-22, 25-14, 25-22               |
| 07-03                    | Toa Baja - Juncos         | 2-3 | 25-15, 19-25, 21-25, 26-24, 11-15 |
| 08-03                    | Corozal - Caguas          | 1-3 | 25-23, 19-25, 14-25, 13-25        |
| 09-03                    | Corozal - Toa Baja        | 3-2 | 25-21, 29-27, 25-27, 21-25, 15-9  |
| 10-03                    | Naranjito - Trujillo Alto | 2-3 | 25-21, 19-25, 25-15, 21-25, 6-15  |
| 12-03                    | Juncos - Caguas           | -   | annullata                         |
| 12-03                    | Trujillo Alto - Corozal   | -   | annullata                         |
| 12-03                    | Naranjito - Mayagüez      | -   | annullata                         |
| 14-03                    | Mayagüez - Toa Baja       | -   | annullata                         |

| Risultati regular season |                           |   |           |
|                          |                           |   |           |
| 14-03                    | Juncos - Corozal          | - | annullata |
| 14-03                    | Naranjito - Caguas        | - | annullata |
| 15-03                    | Mayagüez - Trujillo Alto  | - | annullata |
| 18-03                    | Mayagüez - Juncos         | - | annullata |
| 18-03                    | Naranjito - Corozal       | - | annullata |
| 19-03                    | Trujillo Alto - Juncos    | - | annullata |
| 20-03                    | Caguas - Corozal          | - | annullata |
| 20-03                    | Toa Baja - Trujillo Alto  | - | annullata |
| 22-03                    | Mayagüez - Caguas         | - | annullata |
| 22-03                    | Toa Baja - Naranjito      | - | annullata |
| 22-03                    | Corozal - Trujillo Alto   | - | annullata |
| 25-03                    | Mayagüez - Naranjito      | - | annullata |
| 25-03                    | Caguas - Trujillo Alto    | - | annullata |
| 25-03                    | Toa Baja - Corozal        | - | annullata |
| 27-03                    | Caguas - Juncos           | - | annullata |
| 27-03                    | Toa Baja - Mayagüez       | - | annullata |
| 29-03                    | Trujillo Alto - Naranjito | - | annullata |
| 29-03                    | Caguas - Toa Baja         | - | annullata |
| 29-03                    | Corozal - Juncos          | - | annullata |
| 30-03                    | Juncos - Trujillo Alto    | - | annullata |
| 01-04                    | Naranjito - Juncos        | - | annullata |
| 02-04                    | Corozal - Caguas          | - | annullata |
| 02-04                    | Trujillo Alto - Mayagüez  | - | annullata |
| 03-04                    | Juncos - Mayagüez         | - | annullata |
| 04-04                    | Trujillo Alto - Toa Baja  | - | annullata |
| 04-04                    | Caguas - Naranjito        | - | annullata |
| 05-04                    | Juncos - Mayagüez         | - | annullata |
| 08-04                    | Mayagüez - Corozal        | - | annullata |
| 08-04                    | Trujillo Alto - Caguas    | - | annullata |
| 08-04                    | Juncos - Toa Baja         | - | annullata |
| 11-04                    | Toa Baja - Caguas         | - | annullata |
| 11-04                    | Trujillo Alto - Juncos    | - | annullata |
| 11-04                    | Corozal - Naranjito       | - | annullata |
| 13-04                    | Naranjito - Corozal       | - | annullata |
| 14-04                    | Toa Baja - Trujillo Alto  | - | annullata |
| 15-04                    | Mayagüez - Corozal        | - | annullata |
| 15-04                    | Naranjito - Caguas        | - | annullata |
| 16-04                    | Mayagüez - Trujillo Alto  | - | annullata |
| 16-04                    | Juncos - Toa Baja         | - | annullata |
| 17-04                    | Toa Baja - Corozal        | - | annullata |
| 18-04                    | Juncos - Naranjito        | - | annullata |
| 19-04                    | Corozal - Trujillo Alto   | - | annullata |

#### Classifica
| Pos. | Squadra                   | Pt | G  | V | P | SV | SP | Ratio | PF | PS | Ratio |
| ---- | ------------------------- | -- | -- | - | - | -- | -- | ----- | -- | -- | ----- |
| 1    | Criollas de Caguas        | 25 | 11 | 9 | 2 |    |    |       |    |    |       |
| 2    | Changas de Naranjito      | 24 | 12 | 7 | 5 |    |    |       |    |    |       |
| 3    | Llaneras de Toa Baja      | 16 | 12 | 4 | 8 |    |    |       |    |    |       |
| 4    | Indias de Mayagüez        | 15 | 11 | 5 | 6 |    |    |       |    |    |       |
| 5    | Amazonas de Trujillo Alto | 11 | 8  | 5 | 3 |    |    |       |    |    |       |
| 6    | Valencianas de Juncos     | 11 | 10 | 3 | 7 |    |    |       |    |    |       |
| 7    | Pinkin de Corozal         | 9  | 10 | 4 | 6 |    |    |       |    |    |       |